# Estación de Ponta Porã
La Estación Ferroviaria de Ponta Porã fue una construcción destinada a embarque o desembarque de pasajeros de trenes y, secundariamente, a la carga y descarga de mercancía transportada. Usualmente consistía en un edificio para pasajeros (y posiblemente para cargas también), además de otras instalaciones asociadas al funcionamiento del ferrocarril. 

## Historia
Inaugurada el 19 de abril de 1953, fue parte de la línea Noroeste de Brasil que unía Campo Grande a la frontera con Paraguay, nombrado como Ramal de Ponta Porã pues la línea central llegaba a Ponta Porã. Fueron 9 años de larga demora para el ramal antes de ser concluido en su totalidad, llegando primeramente a Maracaju (en el año 1944), después Dourados (1949) y en 1953 a Ponta Porã. La terminal tenía poca demanda de pasajeros y fue una de las últimas en ser canceladas por la RFFSA el 1 de junio de 1996, tras haber pasado la concesión de la Novoeste. Desde entonces se encuentra totalmente abandonado. El edificio de la terminal era grande porque incluía la terminal de pasajeros y el almacén de cargas en un único lugar. En noviembre de 2005 estaba en estado de ruinas y en mayo de 2007 estaba restaurada, albergando la Secretaria Municipal de Cultura y Deportes de Ponta Porã.